# 迈恩 (石勒苏益格-荷尔斯泰因州)
迈恩（德語：Meyn）是德国石勒苏益格－荷尔斯泰因州的一个市镇。总面积12.40平方公里，总人口688人，其中男性357人，女性331人（2011年12月31日），人口密度55人/平方公里。